# Monasterio de San Bernardo de Rascanya
El monasterio de San Bernardo de Rascanya es un monasterio de la Orden del Císter situado a las afueras de la ciudad de Valencia. Su historia comienza cuando el abad del monasterio de Santa María de la Valldigna, Arnau d'Aranyó, compra la alquería de origen islámico de Rascanya en el 1371, con la intención de construir un monasterio. La nueva comunidad de monjes se traslada en el año 1381 y continuará la vida monástica, con altibajos, hasta el año 1546. El final de San Bernardo ocurre cuando el duque de Calabria consigue suprimir la orden del císter y la substituye por la Orden de San Jerónimo, construyendo un nuevo monasterio, cambiando el nombre a Monasterio de San Miguel de los Reyes.[cita requerida]
San Bernardo de Rascanya fue un monasterio de pequeñas dimensiones, de materiales modestos y sin carácter monumental. Durante el siglo y medio que duró su existencia pasó por graves dificultades como consecuencia de los problemas financieros y la falta de control monástico.[cita requerida]

## Historia

### Orígenes
La historia remota de monasterio comienza con la conquista de Valencia, cuando Jaime El Conquistador dona a Guillermo de Aguiló la alquería musulmana de Rascanya en el año 1237. Esta alquería, que da nombre a una de las siete acequias que riegan la Huerta de Valencia, se situaba al norte de la ciudad y los límites de su término eranː por el oeste, el monasterio de la Zaidía, de aquí, siguiendo la acequia de la Rambla y el camino a Benimaclet, hacia el norte hasta Alboraia, desde aquí buscando el barranco del Carraixet aguas arriba hasta Moncada, y de aquí por el camino Real de Valencia hasta llegar otra vez al monasterio de la Zaidía.
El siguiente propietario sería Bernat de Esplugues, nombrado Administrador General por Jaime El Justo en el año 1307. Más tarde, se vendió a Pedro el Ceremonioso por la cantidad de 30.000 sueldos valencianos, con la condición de que el rey lo vendiera por el mismo precio al abad de Valldigna. Así fue como el abad Arnau d'Aranyó (1357 - 1387), quinto abad de Valldigna, adquirió Rascanya en el año 1371. El dinero para la compra provenía de las rentas del monasterio y de la venta de unos musulmanes del valle que habían abrazado la causa de Pedro I de Castilla contra Pedro el Ceremonioso en el contexto de la guerra con Castilla.
Con el dinero que consiguió por esta transacción, el rey los usó para reforzar la escuadra valenciana con motivo de la expedición naval contra los rebeldes del Reino de Cerdeña (1374).[cita requerida]
Arnau d'Aranyó quiso crear un priorato dependiente del monasterio de Santa Maria de la Valldigna, y así se lo comunicó al rey y al Papa Gregorio XI, este le respondió positivamente con una bula expedida en Aviñón el 21 de mayo de 1372. [cita requerida]
El abad reunió a los monjes con la finalidad de decidir sobre la fundación, se nombró a Bartomeu Llopart como prior y se designó a dos monjes para vivir allí. No contento con el priorato, Aranyó pidió al Papa Clemente VII que este priorato se convirtiera en un monasterio donde pudieran vivir doce monjes y un abad. Le pedía también que fuera él quien designara al primer abad y que el nuevo monasterio dependiera siempre de Valldigna. La respuesta papal (con una bula del año 1378) fue comisionar a Pedro de Luna, cardenal y nuncio de la península ibérica, para que estudiara el proyecto y comprobara si la nueva abadía tenía rentas suficientes para mantenerse, sin depender de la casa madre. Si eso se cumplía, el nuncio facultaría a Aranyó para nombrar un abad, siempre que éste y la nueva comunidad estuviera sujeta a la autoridad de Valldigna. El nuncio por estar ocupado en otros asuntos, delega en el obispo de Segorbe Enneco de Vallterra y en dos canónigos valencianos la tarea de adivinar si el priorato de San Bernardo tiene suficientes rentas y patrimonio para su mantenimiento. Finalmente el nuncio nombra, ya para acabar con las investigaciones, a Pere Serra (licenciado en leyes). Éste se reúne en la comunidad de Valldigna con Arnau d'Aranyó y con Bartomeu Llopart para comprobar los bienes de los que dispondría San Bernardo. Llopart dispone que los bienes éranː
- La alquería de Rascanya, donde ya se encontraba el priorato de San Bernardo con todas sus posesiones, casas tierras, censales y viñas. Con un valor de 3.000 sueldos valencianos.[cita requerida]
- La alquería de Fraga o de los Abades, en Cocentaina, con 5.000 sueldos anuales.[cita requerida]
- La alquería de Énova, en el término de Játiva, 2.400 sueldos anuales.[cita requerida]
- La alquería de Espioca, en el término de Valencia, 3.000 sueldos anuales.[cita requerida]
- Varios censos que daban 700 sueldos anuales.[cita requerida]
- Varios censos sobre tierras y casas de Valencia y de su huerta, con 5.145 sueldos, la tercera parte o el diezmo de Resalany.[cita requerida]

Estas explicaciones convencieron a Serra e informó favorablemente a Pedro de Luna. Éste, en el año 1380, envió desde Valladolid al abad Aranyó unas cartas apostólicas donde mostraba su conformidad y la del Papa para la fundación del monasterio. La confirmación real la dio el rey Pedro el Ceremonioso en el año 1383, y encomendaba al infante Juan (entonces lugarteniente en los estados de la Corona de Aragón) que prestara la mayor ayuda posible cuando los monjes lo solicitaran. [cita requerida]

### De San Bernardo de Rascanya a San Miguel de los Reyes
Una vez superados los trámites de la fundación, se trasladaron a Rascanya doce monjes, con el prior Bartomeu Llopart y sus criados. Hecho esto, y según el plan ideal de la Orden del Císter, comenzaron las obras del nuevo cenobio. Para hacerlo disponían de los recursos nombrados anteriormente además de numerosas indulgencias donadas por el nuncio papal. El abad Aranyó organizó los trabajos de forma inteligente, y en cinco años estuvo acabado. El 24 de febrero del 1387 se realiza la bendición canónica y se nombra a fray Bartomeu Llopart como primer abad.[cita requerida]
Del mismo año se sabe que el pintor gótico valenciano Lorenzo Zaragoza reconocía el pago de 120 libras del abad de Valldigna, por el retablo del altar mayor de la nueva iglesia, pintado entre los años 1385 y 1387.
En la visita a Valencia que hizo el rey Juan I para jurar los fueros en 1392, quedó impresionado por las obras ya finalizadas, y estableció un nuevo ceremonial consistente en el hecho que, a partir de entonces, las autoridades valencianas recibirían allí a los reyes que visitaran la ciudad. Durante el siglo XV visitaron el monasterio la reina María de Luna (que estuvo expuesta en su iglesia después de su muerte en 1407), Fernando de Antequera, Alfonso El Magnánimo y Juan II. El abad Aranyó quiso dotar de más bienes y patrimonio al monasterio, a cuyos bienes anteriores añadió las alquerías de Benámer y Benitáer y el olivar de Frangi (Cocentaina), 2000 sueldos anuales sobre los castillos de Pop y Murla, 33 sueldos de censo anual de tierras y viñas en Antella, 1543 sueldos censales a perpetuidad de diferentes particulares de Játiva, varios censos sobre la alquería de Rubí Sancho, el molino de Bartolo y posesiones en la partida de la Rambla, toda la Huerta de Valencia, y en la ciudad la Torre de San Bartolomé. Aranyó, principal impulsor del monasterio, falleció el 25 de febrero de 1387 en Valencia, hecho que propició que Bartomeu Llopart, abad de Rescanya y sobrino suyo, recelara de Valldigna, la casa madre, porque había propiedades de éste monasterio cedidas en propiedad a la casa filial y esto podría ocasionar rivalidades entre ambos monasterios. Con el objetivo de evitarlo, Llopart pidió al Papa que lo confirmara en su cargo y todos los bienes y privilegios, el Papa accedió con una bula firmada en Aviñón el 13 de febrero de 1388. Aún así las rivalidades no tardaron en surgir, hasta que nuevamente el Papa tuvo que dictar un laude de paz y concordia en el año 1397.
El siglo XV marcará el declive del monasterio, aunque Martín El Humano ratificó todos los privilegios dados anteriormente. Poco a poco los abades fueron desprendiéndose de las propiedades que daban poco rendimiento y fijaron su residencia fuera de los muros del cenobio, como es el caso del abad Aimerico, nombrado en el año 1422 capellán privado del Papa Martín V, y en general se abandonó el gobierno de la casa. La indisciplina y la relajación se agravó por esta mala administración, quedando el monasterio cada vez con menos recursos para subsistir.[cita requerida]
En el año 1434, el rey Alfonso retuvo los bienes del monasterio de Santa María de la Valldigna y también de Rescanya, seguramente por la necesidad de obtener fondos para los gastos de las campañas italianas como la conquista del Reino de Nápoles.
Más tarde se introdujo la figura del abad comendatario, nombrado bajo propuesta del rey o del Papa, que normalmente recaía en altos personajes eclesiásticos o seculares. Fernando El Católico nombró como primer abad de estas características a Rodrigo de Borja en el año 1481, también lo era de la Valldigna desde 1479 y mantuvo los dos cargos hasta el año 1491, cuando fue nombrado Papa bajo el nombre de Alejandro VI. Éste se preocupó por la situación del monasterio y envió en su nombre al prior de la Valldigna, Pere Baldó, para que informara de su estado. Después de ser informado del caos que regía en el monasterio, intentó poner orden pero sin tener éxito. Como los monjes continuaban viviendo con laxitud, el abad Borja volvió a intervenir, explicando al Papa Inocencio VIII lo que estaba ocurriendo (los vasallos no pagaban y se habían producido robos de documentos, joyas, dinero, vacas, caballos, ovejas...). El Papa envió a una delegación encabezada por el obispo de Granada para que confirmara estos hechos y amenazara a los culpables con la excomunión, pero nada fue devuelto al monasterio. Los siguientes abades comendatarios designados no se ocuparon del monasterio y agravaron la situación hasta la definitiva supresión de la comunidad.[cita requerida]
Ya en el año 1532, Edme de Saulieu visita el monasterio y según cuenta en aquel momento sólo atendían la casa cuatro monjes. El abad de entonces era Fray Pere Pastrana, que era un simple clérigo sin conocimientos de latín, lo acompañaban tres monjes (dos de Poblet y uno de la Oliva) que no observaban ninguna de las ceremonias de la Orden. Éste Pere Pastrana había sido capellán mayor del duque de Calabria y maestre de música del palacio real de Valencia, y llegó a la abadía gracias a una bula papal de Clemente VII el 13 de agosto de 1529 concedida por los buenos oficios del duque de Calabria y de los virreyes de Valencia, Germana de Foix y Fernando de Aragón, los cuales ya habían decidido una fundación jerónima sobre San Bernardo de Rascanya. Según el testamento de Germana de Foix, redactado en el Palacio del Real de Valencia en 1536, quería ser sepultada en San Bernardo de Rascanya, siempre que estuviera regido por jerónimos, y dejaba todos sus bienes para este fin.
Así pues, el duque de Calabria, por el estado económico y la indisciplina de San Bernardo, hizo redactar un informe dirigido al Papa Pablo III, el cual suprimió la comunidad del císter y instituyó la de San Jerónimo mediante la bula supresiones et erectionis Monasterii del 1 de noviembre de 1545. [cita requerida]
Daba también facultad para ampliar el monasterio bajo la advocación de San Miguel y el permiso para que los fundadores fueran sepultados allí, al abad Pastrana le concedía las rentas de la abadía mientras viviera y a los monjes que quedaban les ofreció el alojamiento en otros monasterios. Tomada la posesión de San Bernardo de Rascanya e inaugurado el nuevo monasterio, el duque de Calabria cambió su nombre por el de San Miguel de los Reyes y, en el año 1546, contacta con Alonso de Covarrubias y con Juan de Vidaña para que planificaran la edificación del nuevo monasterio y de sus panteones.[cita requerida]

## Arquitectura
Antes de la restauración de San Miguel de los Reyes poco se sabía del monasterio que ocupó anteriormente el mismo espacio, pero las excavaciones arqueológicas sacaron a la luz algunos restos de San Bernardo de Rascanya. Por estas excavaciones se conocían los diversos edificios que existían en el monasterioː la iglesia, el claustro, la bodega, el granero, la portería, el refrectorio, la cocina, la enfermería, la residencia del abad, los dormitorios y dos patios (hay dudas sobre la localización de la sala capitular).[cita requerida]
El esquema organizativo de San Bernardo seguía los modelos cistercienses, la iglesia se encontraba en uno de los laterales del claustro y tenía una sola nave, con gradas en la capilla mayor y cinco capillas entre los contrafuertes a cada lado. Seguramente seguía la tipología de las llamadas iglesias de reconquista (una nave cubierta con un arco de madera sobre arcos diafragma) como lo fue la primera iglesia de la Valldigna, de la cual obtuvo el modelo.[cita requerida]
El claustro era el corazón del convento y se situaba en la izquierda y al norte de la iglesia, era de planta rectangular y de ciento veinticinco pies de lado según la documentación del siglo XVI. Las excavaciones han permitido ver los muros perimetrales y rescatar un arco apuntado, cosa que sirve para configurar sus dimensiones, que serían de 22 metros de longitud por 19 de largo, con un pozo central. La cocina se localizó en el extremo noroeste y el refectorio en la galería norte; la portería y el horno en el lado oeste; en el extremo noroeste las letrinas; en la galería este el dormitorio y al sur la biblioteca.[cita requerida]